# ジェイコブズ音楽院
ジェイコブズ音楽院（英語: Jacobs School of Music）は、アメリカ合衆国インディアナ州ブルーミントンに本部を置くアメリカ合衆国の音楽大学。1921年創立、1921年大学設置。
ジェイコブズ音楽院はインディアナ大学ブルーミントン校（en:Indiana University Bloomington）に所在する音楽院で、全米で最も優れた音楽学校のひとつとして知られる。1921年、インディアナ州ブルーミントンに設立され、今日ではおよそ1600人以上の学生を抱えている。

## 主な教職員
- キャロル・ヴァネス - ソプラノ歌手
- ヴィオレット・ヴェルディ - バレエ・ディスティングイッシュトプロフェッサー
- マーク・カプラン - ヴァイオリニスト
- レナード・スラットキン - 指揮者
- メナヘム・プレスラー - ピアニスト
- ジョシュア・ベル - ヴァイオリニスト
- スーザン・マクドナルド - ウェイバックマシン- ハープ奏者
- シルヴィア・マクネアー - ソプラノ歌手
- アンドレ・ワッツ - ピアニスト
- ハイメ・ラレード - ヴァイオリニスト

## 著名関係者
五十音順
- アンドレス・カルデネス- ヴァイオリニスト
- クリス・ボッティ - トランペット奏者
- ゲイリー・ホフマン - チェロ奏者
- ジョーゼフ・ギンゴールド- ヴァイオリニスト
- ジェレミー・デンク - ピアニスト
- ジョナサン・ビス - ピアニスト
- ピーター・アースキン - ドラム奏者、作曲家
- ブッカー・T・ジョーンズ - マルチ奏者、ソングライター、プロデューサー
- ナイユアン・フー（胡乃元）- ヴァイオリニスト
- ミリアム・フリード - ヴァイオリニスト
- マイケル・ブレッカー - ジャズ奏者